# Adiantum tuomistoanum
Adiantum tuomistoanum là một loài dương xỉ trong họ Pteridaceae. Loài này được J. Prado mô tả khoa học đầu tiên năm 2006.